# Campeonato Mundial de Judo de 1984
El XV Campeonato Mundial de Judo se celebró en Viena (Austria) entre el 10 y el 11 de noviembre de 1984 bajo la organización de la Federación Internacional de Judo (IJF) y la Federación Austriaca de Judo. Fue un campeonato exclusivo para las categorías femeninas.

## Medallistas

### Femenino
| Evento            | Oro                            | Plata                             | Bronce                                                               |
| ----------------- | ------------------------------ | --------------------------------- | -------------------------------------------------------------------- |
| –48 kg            | Karen Briggs Reino Unido       | Marie-France Colignon Francia     | Darlene Anaya Estados Unidos Julie Reardon Australia                 |
| –52 kg            | Kaori Yamaguchi Japón          | Edith Hrovat · Austria            | Christina-Ann Boyd · Australia · Joanna Majdan · Polonia             |
| –56 kg            | Ann-Maria Burns Estados Unidos | Suzanne Williams Australia        | Gerda Winklbauer · Austria · Cathérine Arnaud · Francia              |
| –61 kg            | Natasha Hernández Venezuela    | Chantal Han · Países Bajos        | Kaori Hachinohe Japón Martine Rottier Francia                        |
| –66 kg            | Brigitte Deydier Francia       | Irene de Kok · Países Bajos       | Shinobu Kandori Japón Dawn Netherwood Reino Unido                    |
| –72 kg            | Ingrid Berghmans · Bélgica     | Barbara Claßen RFA                | Anita Staps · Países Bajos · Véronique Vigneron · Francia            |
| +72 kg            | Maria Teresa Motta · Italia    | Gao Fenglian China                | Margaret Castro · Estados Unidos · Marjolein van Unen · Países Bajos |
| Categoría abierta | Ingrid Berghmans · Bélgica     | Marjolein van Unen · Países Bajos | Gao Fenglian China Natalina Lupino Francia                           |

## Medallero
| Núm. | País           | Oro | Plata | Bronce | Total |
| ---- | -------------- | --- | ----- | ------ | ----- |
| 1    | Bélgica        | 2   | 0     | 0      | 2     |
| 2    | Francia        | 1   | 1     | 4      | 6     |
| 3    | Estados Unidos | 1   | 0     | 2      | 3     |
| 3    | Japón          | 1   | 0     | 2      | 3     |
| 5    | Reino Unido    | 1   | 0     | 1      | 2     |
| 6    | Italia         | 1   | 0     | 0      | 1     |
| 6    | Venezuela      | 1   | 0     | 0      | 1     |
| 8    | Países Bajos   | 0   | 3     | 2      | 5     |
| 9    | Australia      | 0   | 1     | 2      | 3     |
| 10   | Austria        | 0   | 1     | 1      | 2     |
| 10   | China          | 0   | 1     | 1      | 2     |
| 12   | RFA            | 0   | 1     | 0      | 1     |
| 13   | Polonia        | 0   | 0     | 1      | 1     |
|      | TOTAL          | 8   | 8     | 16     | 32    |